# Karugampattur
Karugampattur è una suddivisione dell'India, classificata come census town, di 5.272 abitanti, situata nel distretto di Vellore, nello stato federato del Tamil Nadu. In base al numero di abitanti la città rientra nella classe V (da 5.000 a 9.999 persone).

## Geografia fisica
La città è situata a 12° 56' 06 N e 79° 05' 29 E.

## Società

### Evoluzione demografica
Al censimento del 2001 la popolazione di Karugampattur assommava a 5.272 persone, delle quali 2.616 maschi e 2.656 femmine. I bambini di età inferiore o uguale ai sei anni assommavano a 751, dei quali 363 maschi e 388 femmine. Infine, coloro che erano in grado di saper almeno leggere e scrivere erano 3.103, dei quali 1.794 maschi e 1.309 femmine.